# IC 1505
IC 1505 је елиптична галаксија у сазвјежђу Водолија која се налази на листи објеката дубоког неба у Индекс каталогу.
Деклинација објекта је - 3° 33' 53" а ректасцензија 23h 41m 37,0s. Привидна величина (магнитуда) објекта IC 1505 износи 13,8 а фотографска магнитуда 14,8. IC 1505 је још познат и под ознакама MCG -1-60-20, NPM1G -03.0698, PGC 72133.